# Meconopsis cambrica
Meconopsis cambrica là một loài thực vật có hoa trong họ Anh túc. Loài này được Vig. mô tả khoa học đầu tiên năm 1814.

## Hình ảnh

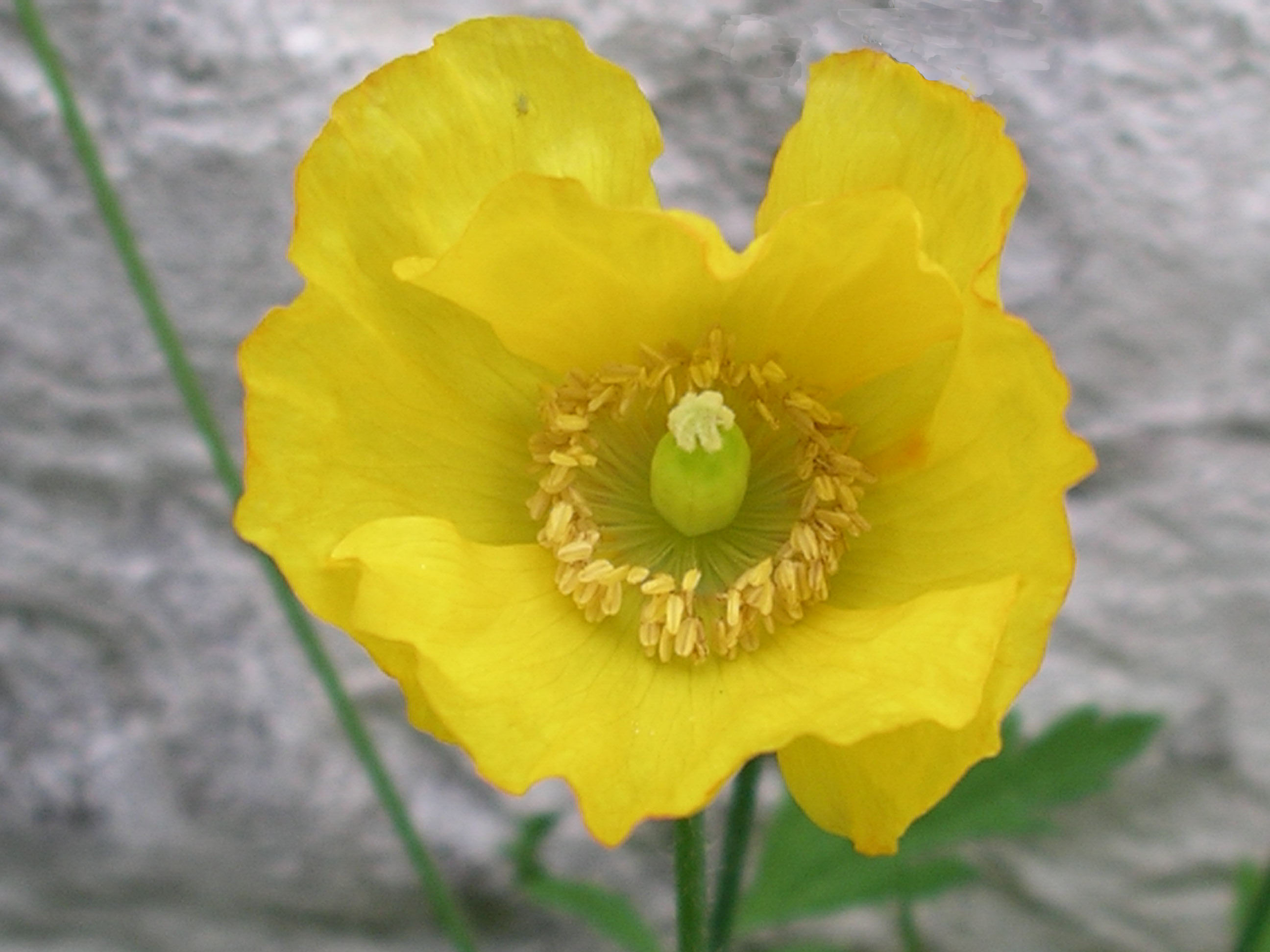
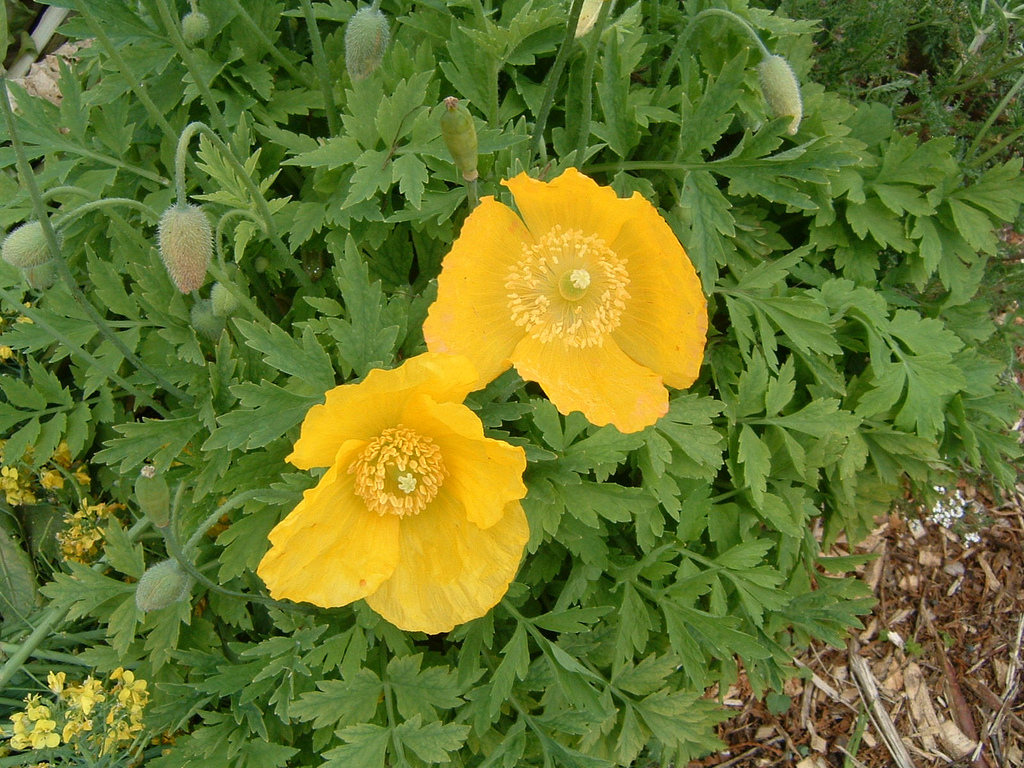
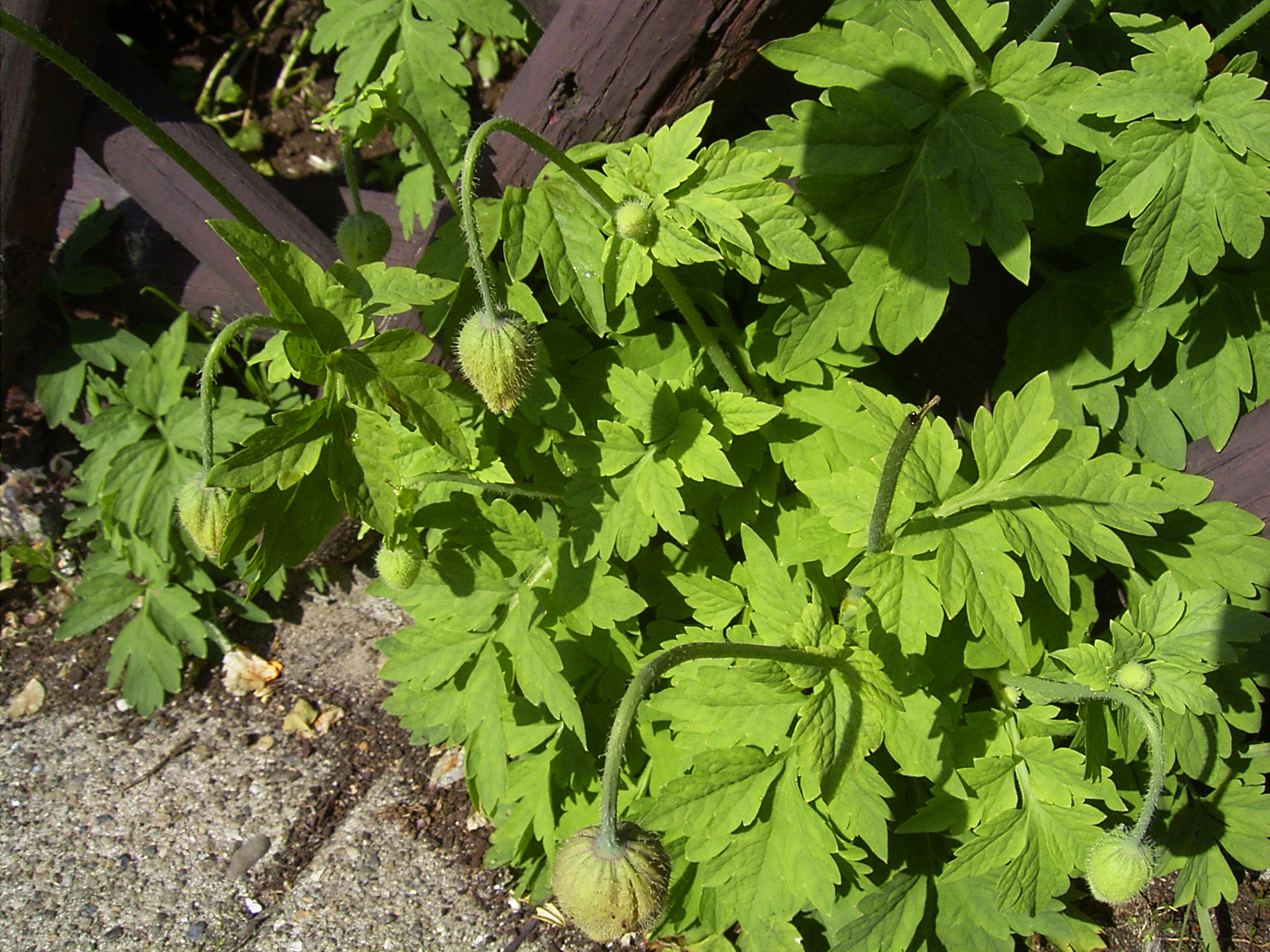
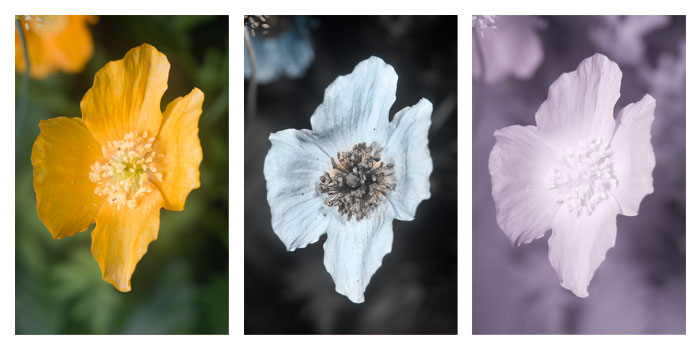
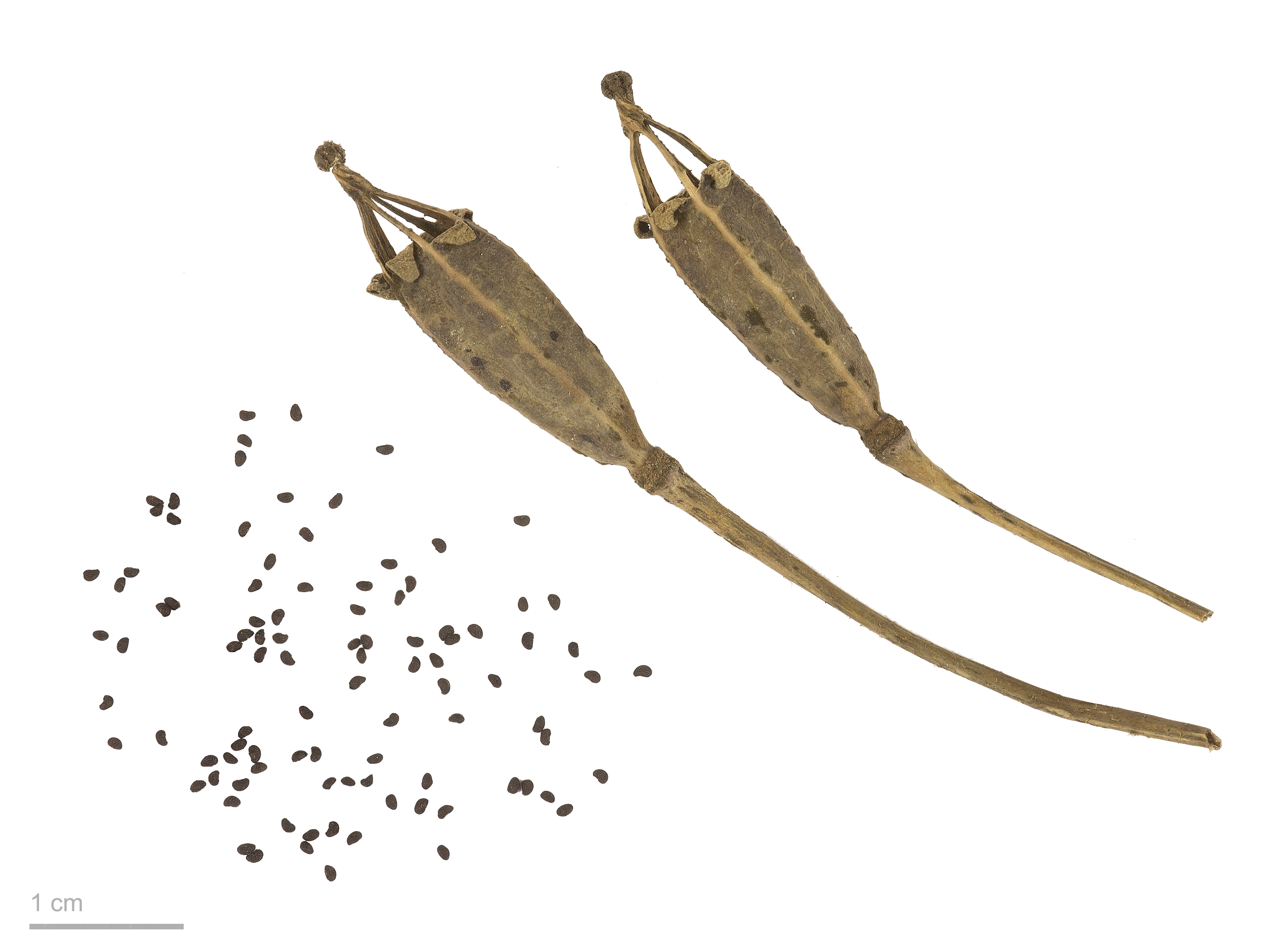
Meconopsis cambrica